# VA-tidskriften Cirkulation
VA-tidskriften Cirkulation är en svensk fristående facktidskrift för VA-branschen. Cirkulation skriver om teknik, miljö och politik inom områden med anknytning till vatten- och avloppsområdet som reningsverk för avloppsvatten, dricksvattenkvalitet, ledningsnät, dagvatten och vattenmiljö. Cirkulations är en prenumererad tidskrift som utkommer åtta gånger per år. Upplagan 2009 var 2 900 exemplar enligt TS. På webben publicerar Cirkulation dagliga nyheter inom VA-området. 
VA-tidskriften Cirkulation ges ut av det privatägda förlaget Ohlson & Winnfors AB.